# Whittington Castle
Whittington Castle er en middelalderborg i det nordlige Shropshire, England, der er ejet af Whittington Castle Preservation Fund. Borge var oprindeligt en motte-and-bailey fæstning, men den blev erstattet af en nuværende borg i 1200-tallet, som inkluderede en borggård og indre bailey. Den blev opført i Welsh Marches på grænsen til mellem England og Wales, og den ligger meget tæt på det historiske fort Old Oswestry.
Whittington Castle ligger på en ejendom 49.000 m2 i landsbyen Whittington.
I 2003 førte en historisk og arkæologisk undersøgelse af Peter Brown og Peter King fundet af en ydre bailey og to omfattende haveanlæg omgivet af vand fra 1300-tallet. Fundet var interessant, da den viste at man i England havde en avanceret form for haveanlæg på et tidligere tidspunkt end hidtil antaget. Den blev anlagt af FitzWarin-familien.